# Bobo Ashanti
Die Bobo Ashanti (auch Bobo Shanti) sind ein Teil (Selbstbezeichnung House oder Mansion) der Rastafari-Bewegung.

## Name und Verbreitung
Der Name Bobo Ashanti setzt sich zusammen aus Bobo, was schwarz bedeutet, und Ashanti. Letzteres geht auf das Königreich Aschanti zurück, das zum Beginn des Sklavenhandels im Westen Afrikas existiert hat, beziehungsweise auf das dort lebende Volk, die Aschanti, als deren Nachfahren sie sich sehen.
Das Zentrum der Bobo-Shanti-Bewegung ist eine Kommune in Bull Bay, Jamaika. Die Bewegung ist hauptsächlich in der Karibik und Afrika verbreitet, Anhänger finden sich vor allem auf Jamaika, den Bahamas und auf Trinidad, aber auch in Ghana, Nigeria und Äthiopien.

## Entstehung und Lehre
Die Bobo-Ashanti-Bewegung wurde im Jahr 1958 von Prince Emmanuel Charles Edwards begründet, der von seinen Anhängern als schwarzer Christus (black Christ) verehrt wird. Prince Emmanuel werden Titel wie „Prince Emmanuel Charles Edwards, without Mother or Father, a Priest of Melchezideck for I ever, the Black Christ in Flesh“ beigelegt. Innerhalb des Bobo-Ashanti-eigenen Konzepts der heiligen Dreifaltigkeit (Holy Trinity) wird Prince Emmanuel als Hohepriester (High Priest) angesehen, Marcus Garvey als Prophet und Haile Selassie wird als König und Gott verehrt.
Die Anhänger streben danach, ihr Leben nach den Gesetzen Moses und dem Alten Testament zu leben, sie halten den Sabbat, richten sich nach eigenen Regeln für die Ernährung und grenzen sich auch äußerlich stark von anderen Rastas ab, denn ihre religiösen Regeln betreffen auch die Art sich zu kleiden. Beispielsweise tragen sie in der Öffentlichkeit die typischen, eng gewickelten Turbane, um ihre Dreads zu verhüllen, ihre Frauen sollten Arme und Beine bedeckt halten.

## Prominente Mitglieder
Die in der Öffentlichkeit bekanntesten Bobo-Ashanti-Vertreter sind vor allem Reggae- und Dancehall-Musiker, wie zum Beispiel Anthony B., Capleton, Sizzla, Lutan Fyah und Junior Reid.